# Ha (Arabische letter)

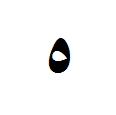
Ha in geïsoleerde vorm

Hāʾ, هاء, is de 26e letter van het Arabisch alfabet. Hij stamt af van de letter he uit het Fenicisch alfabet en is daardoor verwant met de Latijnse E, de Griekse epsilon en de Hebreeuwse he. Aan de ha kent men de getalswaarde 5 toe.

## Uitspraak
De ha is een laryngale fricatief die klinkt als de Nederlandse "H" in "hand". Deze klank kan in het Arabisch ook in het midden en aan het eind van een woord voorkomen. Hij onderscheidt zich duidelijk van de ḥa, die scherper wordt uitgesproken  achter in de keel en geen equivalent in het Nederlands heeft.

## Weergave
In domeinnamen, op Internet en in chatconversatie geeft men de ha wel weer als "h", terwijl men soms om het onderscheid te maken voor de ḥa de "7" in plaats van "h" gebruikt.

## Perzisch
In het Perzisch kan ha draagletter van een hamza zijn.

## Ha in Unicode
| Unicode Codepoint | U+0647            |
| Unicode-Name      | ARABIC LETTER HEH |
| HTML              | &#1607;           |
| ISO 8859-6        | 0xe7              |

Basisalfabet: ا (alif) · 
ب (ba) · 
ت (ta) · 
ث (tha) · 
ج (jim) ·
ح (ḥa) ·
خ (kha) ·
د (dal) ·
ذ (dhal) ·
ر (ra) ·
ز (zai) ·
س (sin) ·
ش (sjin) ·
ص (ṣad) ·
ض (ḍad) ·
ط (ṭah) ·
ظ (ẓa) ·
ع (ain) ·
غ (gain) ·
ف (fa) ·
ق (qaf) ·
ك (kaf) ·
ل (lam) ·
م (mim) ·
ن (nun) ·
ه (ha) ·
و (waw) ·
ي (ya)
Aanvullende tekens: ء (hamza) ·
آ (alif madda) ·
ة (tāʾ marbūṭa) ·
ى (alif maqṣūra) ·
لا (lām-alif)
Klinkertekens: fatḥa ·
kasra ·
ḍamma ·
shadda ·
sukūn ·
waṣla